# ASCII Media Works
Az ASCII Media Works (アスキー・メディアワークス; Hepburn: Asukī Media Wākusu), korábban ASCII Media Works, Inc. (株式会社アスキー・メディアワークス; Hepburn: Kabushiki gaisha Asukī Media Wākusu) japán kiadó  és márkanév, a Kadokawa Corporation leányvállalata, melynek a tokiói Nisi-Sindzsukuban van a székhelye. A vállalatot 2008. április 1-jén alapították az ASCII Corporation és a MediaWorks egyesítésével, melyben a MediaWorks jogilag bekebelezte az ASCII-t. Ennek ellenére az ASCII korábbi vezérigazgatója, Takano Kijosi lett az ASCII Media Works első vezérigazgatója. A cég 2013. október 1-jén a Kadokawa Corporation belsős ágazata lett.
A vállalat könyvek, szórakoztatóipari és számítógépes magazinok, mangák és videójátékok kiadására szakosodott. Az ASCII Media Works a Dengeki (電撃, ’áramütés’) magazin- és könyvcsaládról ismert, melyek közé olyan közismert magazinok tartoznak, mint a Dengeki Daioh vagy a Dengeki Gs’ Magazine, valamint a cég első számú light novel-kiadó alkiadója, a Dengeki Bunko is. A cég kiadványai elsősorban a japán férfi otakuknak szól, olyan témákat lefedve, mint az animék, a light novelek, a mangák, a műanyag modellezés és a visual novelek. A cég a számítástechnikával és az információ-technológiával (IT) kapcsolatos témákkal is foglalkozik, így például a Súkan ASCII és több személyi számítógépes és információ-technológiás magazin megjelentetésével. Az ASCII Media Works nőknek szóló magazinokat is kiad, köztük például a Character Parfait-t, a Dengeki Girls’ Style-t vagy a Sylph-et. A vállalat mindezek mellett éves rendszerességgel regény- és mangaversenyeket is rendez, mint például a Dengeki Novel Prize light novel-versenyt.

## Megjelentett magazinjai
| - ASCII Cloud - Character Parfait - Comic@loid - Dengeki Arcade Game - Dengeki Bunko Magazine - Dengeki Daioh - Dengeki Gs’ Magazine - Dengeki Girls’ Style - Dengeki Hime - Dengeki Hobby Magazine | - Dengeki Maoh - Dengeki Nintendo - Dengeki PlayStation - Hoshi Navi - MacPeople - Mobile ASCII - Sylph - Ubuntu Magazine Japan - Weekly ASCII |